# Saúl Berjón
Saúl Berjón Pérez (Oviedo, 24 mei 1986) - alias Saúl - is een Spaans voetballer die bij voorkeur als aanvaller speelt. Hij tekende in augustus 2014 een tweejarig contract bij SD Eibar. 

## Clubvoetbal
Saúl speelde in de jeugd van Real Oviedo. Toen een doorbraak uitbleef, vertrok hij in 2005 naar CD Lealtad, op dat moment actief in de Tercera División. Via UP Langreo en UD Pájara Playas de Jandía kwam de aanvaller in 2008 bij UD Las Palmas terecht, destijds spelend in de Segunda División A. Hier werd Saúl een vaste waarde.
Saúl werd in 2010 gecontracteerd door FC Barcelona voor het tweede elftal, Barça Atlètic. In 2011 volgde een transfer naar AD Alcorcón.
1 Dmitrović ·
2 Burgos · 
3 Bigas · 
4 Oliveira ·
5 Martínez ·
6 Álvarez ·
7 González ·
8 Diop ·
9 Enrich  ·
10 Expósito ·
11 Soares ·
12 Muto ·
13 Yoel ·
14 Inui ·
15 José Ángel ·
16 Olabe ·
17 Kike ·
18 Recio ·
19 Kądzior ·
20 Correa ·
21 León ·
22 Pozo ·
23 Arbilla ·
24 Rodrigues ·
25 Gil ·
Coach: Mendilibar